# Get Yer Ya Ya's Out
Get Yer Ya Ya's Out är ett livealbum av rockgruppen The Rolling Stones, utgivet i september 1970. Albumet spelades in under gruppens turné i USA 1969 med låtar mestadels från albumen Beggars Banquet och Let It Bleed. Här finns också en version på deras hit-singel "Jumpin' Jack Flash". Den är dock i likhet med de andra låtarna ganska olik studioversionen. "Stray Cat Blues" går i ett mycket långsammare tempo än versionen på Beggars Banquet och är kortare. "Midnight Rambler" är längre och mer intensiv än studioversionen från Let It Bleed. I vissa europeiska länder släpptes Chuck Berry-covern "Little Queenie" som singel.
Inspelningen gjordes vid konserter i New York och Maryland i november 1969. En populär bootleg från samma turné och med ungefär samma låtar, Live'r Than You'll Ever Be, hade släppts redan i november 1969 vilket gjorde att skivbolaget Decca några månader senare släppte detta officiella livealbum. Albumet var det första där Mick Taylor var fullvärdig medlem, och det sista som släpptes med gruppen av skivbolaget Decca.

## Låtlista
Alla låtar är skrivna av Mick Jagger och Keith Richards om inget annat namn anges.

### Sida 1
1. "Jumpin' Jack Flash" - 4:02
2. "Carol" (Chuck Berry) - 3:46
3. "Stray Cat Blues" - 3:46
4. "Love in Vain" (Robert Johnson) - 4:56
5. "Midnight Rambler" - 9:04

### Sida 2
1. "Sympathy for the Devil" - 6:51
2. "Live With Me" - 3:02
3. "Little Queenie" (Berry) - 4:33
4. "Honky Tonk Women" - 3:34
5. "Street Fighting Man" - 4:03

## Listplaceringar
| Lista (1970)   | Position          |
| -------------- | ----------------- |
| Finland        | 4                 |
| Frankrike      | 11                |
| Kanada         | 3 (RPM)           |
| Nederländerna  | 2                 |
| Norge          | 3 (VG-lista)      |
| Storbritannien | 1                 |
| Sverige        | 7* (Kvällstoppen) |
| USA            | 6 (Billboard 200) |
| Västtyskland   | 6                 |